# آنف بن أحمد أبانمي
آنف بن أحمد أبانمي رئيس مؤسسة البريد السعودي (سُبُل) منذ 2019 حتى الآن.

## التعليم[1]
- بكالوريوس في الهندسة الكهربائية من جامعة كولورادو بولدر، بالولايات المتحدة الأمريكية، عام 1998م.
- ماجستير في الهندسة الكهربائية من جامعة كولورادو، بالولايات المتحدة الأمريكية، عام 2000م.

## المسيرة المهنية
- 2001 - 2002م مهندس شبكة ألياف بصرية Leve13 Communications
- 2003 – 2004م مدير إدارة تطوير الأعمال شركة Exi «نوفياكوم المتحدة» بالولايات المتحدة الأمريكية
- 2004 – 2008م مدير إدارة المبيعات الفنية بشركة الاتصالات السعودية
- 2008 – 2010م مدير إدارة التخطيط والأداء وتطوير الأعمال بشركة الاتصالات السعودية
- 2011 – 2013م رئيس فريق وحدة اتصالات مركز الملك عبدالله المالي ومجمع الاتصالات وتقنية المعلومات بوحدة قطاع الأعمال بشركة الاتصالات السعودية
- 2012م مدير إدارة تمكين التقنية بوحدة قطاع الأعمال بشركة الاتصالات السعودية
- 2012 – 2013م مدير عام مبيعات قطاع الأعمال بوحدة قطاع الأعمال شركة الاتصالات السعودية
- 2013 – 2014م مدير عام شرائح العملاء والحملات التسويقية بوحدة قطاع الأعمال بشركة الاتصالات السعودية
- 2013 – 2015م مدير عام مبيعات الشركات بوحدة قطاع الأعمال بشركة الاتصالات السعودية
- 2015 – 2018م نائب رئيس شركة الاتصالات السعودية لقطاع مبيعات الشركات بشركة الاتصالات السعودية
- 2017 – 2018م عضو مجلس إدارة وعضو اللجنة التنفيذية وعضو لجنة المراجعة بشركة قنوات الاتصالات السعودية
- 2018 – 2019م نائب شركة الاتصالات السعودية لقطاع العمليات التشغيلية بشركة الاتصالات السعودية
- 2019 - حتى الآن رئيس مؤسسة البريد السعودي (سُبُل)، ونائب رئيس مجلس الإدارة بمؤسسة البريد السعودي[2]